# 宍草氏
宍草氏（かくさし）は、清和源氏細川氏の庶流にあたる武家。鹿草・完草・莞草とも。

## 概要
宍草氏（鹿草・完草・莞草）は斯波氏の被官を務めた。『太平記』によると、延元3年/建武5年閏7月2日（1338年8月17日）に鹿草（完草）彦太郎（公相）と細川出羽守が新田義貞を討ち取っている。貞治2年（1363年）には斯波義種が若狭守護となり、守護代として莞草上野介が入国した。康暦2年（1380年）には斯波義将が越前守護となり、鹿草出羽守が入国した。文明年間には鹿草兵部大輔入道と子の弥三郎が高野郷を拠点として活動している。斯波氏が衰退すると室町幕府奉公衆に転じた。明応元年（1492年）に室町幕府の外様衆として細川宍草刑部大輔（治之）が見える。治之は永正6年（1509年）6月17日に如意ヶ嶽の戦いで敗北した細川澄元に同行し阿波国へと下向し、細川晴元と共に活動している。